# U-290
Unterseeboot 290 foi um submarino alemão do Tipo VIIC, pertencente a Kriegsmarine que atuou durante a Segunda Guerra Mundial.

## Comandantes
| Comandante              | Data                                         |
| ----------------------- | -------------------------------------------- |
| Kptlt. Hartmut Strenger | 24 de julho de 1943 - 26 de dezembro de 1943 |
| Oblt. Helmut Herglotz   | 27 de dezembro de 1943 - abril de 1945       |
| Oblt. (R) Heinz Baum    | abril de 1945 - 4 de maio de 1945            |

## Subordinação
Durante o seu tempo de serviço, esteve subordinado às seguintes flotilhas:
| Período                                        | Flotilha                                  |
| ---------------------------------------------- | ----------------------------------------- |
| 24 de julho de 1943 - 30 de abril de 1944      | 8. Unterseebootsflottille (treinamento)   |
| 1 de maio de 1944 - 31 de julho de 1944        | 6. Unterseebootsflottille (serviço ativo) |
| 1 de agosto de 1944 - 27 de agosto de 1944 1   | 1. Unterseebootsflottille (serviço ativo) |
| 28 de agosto de 1944 - 15 de fevereiro de 1945 | 8. Unterseebootsflottille (serviço ativo) |
| 16 de fevereiro de 1945 - 3 de maio de 1945    | 4. Unterseebootsflottille (treinamento)   |